# Сплави берилію
Спла́ви бери́лію або бери́лієві спла́ви (англ. beryllium alloys) — сплави, одним з основних компонентів за процентним вмістом яких є берилій. Належать до легких сплавів, що характеризуються високою питомою міцністю.

## Класифікація
За характером зміцнення розрізняють берилієві сплави малолеговані й дисперсно-зміцнені (в тому числі з інтерметалідним зміцненням); за структурною ознакою — конструкційні низьколеговані зі структурою твердого розчину, двофазні композиційні з пластичною основою та берилієві сплави з дисперсною структурою.

## Структура сплавів і властивості
Недолік берилію, яки полягає в низькій ударній в'язкості та холодноламкості, може бути подолано використанням сплавів з алюмінієм. Найбільшого поширення набули сплави берилію з практично нерозчинним в ньому при 20°C алюмінієм. Алюміній з берилієм утворюють просту фазову діаграму стану евтектичного типу, в якій евтектична точка відповідає вмісту 2,5 % Be. Тому евтектика являє собою кристали майже чистого алюмінію з невеликою кількістю вкраплень берилію й характеризується високою пластичністю. Чим більшим у сплавах є вміст берилію, тим вищою є їх міцність та механічна жорсткість.
Практичне застосування знайшли сплави, що містять 20…40 % алюмінію. Вони мають структуру, що складається з м'якої, пластичної евтектики й твердих, крихких включень первинного берилію. Такі сплави є пластичнішими й технологічнішими за чистий берилій та характеризуються високою міцністю і жорсткістю. Так, сплав, що містить 24 % алюмінію (решта — берилій), характеризується такими механічними властивостями: σв = 620 Н/мм², σ0,2 = 510 Н/мм ², δ = 3 %, Е = 260 ГПа.
Найпоширенішими є сплави берилію з алюмінієм (38 %), що кристалізуються в інтервалі температур 1283…648°C. При температурі, нижчій за 645°C, у таких сплавах утворюються крихка берилієва фаза і пластична алюмінійберилієва евтектика (~ 98…99,5 % Al).

## Легування берилієвих сплавів
Легування подвійних сплавів елементами, розчинними в берилії, погіршує властивості сплаву, а елементами, розчинними в алюмінії — навпаки, покращує їх властивості. Найсприятливіший вплив на властивості сплавів берилію з алюмінієм робить легування їх магнієм (в межах його розчинності в алюмінії). У сплавах з малим вмістом берилію (не більше 70 %, частіше — 30…50 %) легування магнієм забезпечує значний ефект зміцнення (наприклад, у 2…2,25 раза для сплаву з 30 % Ве при введенні 5 % магнію) при одночасному зростанні пластичності (у 1,3…1,5 раза) й модуля Юнга. При вмісті у сплаві Be понад 70 % додаткове легування його магнієм практично не впливає на міцність, зате різко знижує його пластичність. На відміну від подвійних сплавів берилію з алюмінієм, які спікають та пресують з порошків, сплави з магнієм отримують плавленням з подальшою обробкою виливків тиском.
Легування берилію елементами, що розширюють температурну область існування пластичної високотемпературної його модифікації — β-Ве (Ni, Co, Cu тощо), збільшує температурний діапазон гарячої обробки тиском, сприяє зміцненню сплаву й зниженню його пластичності при 20°C. Нікель (до 0,5 %) і кальцій (до 1 %) викликають зростання міцності сплавів за підвищених температур. Однак, кращі показники має берилій, отриманий методами порошкової металургії з підвищеним вмістом оксиду берилію ВеО (до 4 %).

## Бериліди
Зберігають міцність до високих температур так звані бериліди. Вони є інтерметалідними сполуками берилію з перехідними металами (Ta, Nb, Zr тощо). Бериліди мають високу температуру плавлення (близько 2000°C), високу твердість (HV 5000…10000), високу жорсткість (модуль Юнга близько 300…350 ГПа) при відносно малій густині (2,7…5 г/см³). Однак, вони є дуже крихкими. Їх використовують для виготовлення методами порошкової металургії дрібних нескладних за формою деталей для гіроскопів та систем керування.

## Використання
Берилієві сплави з пластичною основою легко піддаються зварюванню, штампуванню, пресуванню, вальцюванню (сплави системи «Ве-Al» за температури 600…650°C, сплави системи «Ве-Al-Mg» за температури, не вищої за 450°C). З берилієвих сплавів виготовляють напівфабрикати у вигляді листів, прутків, профілів та поковок.